# Constanzana
Constanzana – gmina w Hiszpanii, w prowincji Ávila, w Kastylii i León, o powierzchni 26,85 km². W 2011 roku gmina liczyła 125 mieszkańców.